# IC 3740
IC 3740 је спирална галаксија у сазвјежђу Береникина коса која се налази на листи објеката дубоког неба у Индекс каталогу.
Деклинација објекта је + 20° 48' 59" а ректасцензија 12h 45m 30,5s. Привидна величина (магнитуда) објекта IC 3740 износи 14,6 а фотографска магнитуда 15,4. IC 3740 је још познат и под ознакама CGCG 129-24, NPM1G +21.0335, KUG 1243+210, PGC 42995.